# جرترود أبوت
جرترود أبوت (بالإنجليزية: Gertrude Abbott)‏ هي قابلة أسترالية، ولدت في 11 يوليو 1846 في سيدني في أستراليا، وتوفي بنفس المكان في 12 مايو 1934.